# Thaiföld az 1976. évi nyári olimpiai játékokon
Thaiföld a kanadai Montréalban megrendezett 1976. évi nyári olimpiai játékok egyik részt vevő nemzete volt. Az országot az olimpián 11 sportágban 42 sportoló képviselte, akik összesen 1 érmet szereztek.

## Érmesek
| Érem  | Versenyző       | Sportág   | Versenyszám |
| ----- | --------------- | --------- | ----------- |
| Bronz | Payao Poontarat | Ökölvívás | Papírsúly   |

## Atlétika
Férfi
| Versenyző                                                              | Versenyszám     | Előfutam | Előfutam | Előfutam | Negyeddöntő | Negyeddöntő | Negyeddöntő | Elődöntő | Elődöntő | Elődöntő | Döntő   | Döntő    |
| Versenyző                                                              | Versenyszám     | Idő      | Hely.    | Össz.    | Idő         | Hely.       | Össz.       | Idő      | Hely.    | Össz.    | Idő     | Helyezés |
| ---------------------------------------------------------------------- | --------------- | -------- | -------- | -------- | ----------- | ----------- | ----------- | -------- | -------- | -------- | ------- | -------- |
| Suchart Chairsuvaparb                                                  | 100 m           | 10,75    | 4.       | 38.*     | kiesett     | kiesett     | kiesett     | kiesett  | kiesett  | kiesett  | kiesett | kiesett  |
| Anat Ratanapol                                                         | 100 m           | 10,71    | 3.       | 33.*     | 10,65       | 6.          | 26.         | kiesett  | kiesett  | kiesett  | kiesett | kiesett  |
| Anat Ratanapol Suchart Chairsuvaparb Somsak Boontud Sayan Paratanavong | 4 × 100 m váltó | 40,53    | 5.       | 16.      |             |             |             | 40,68    | 8.       | 15.      | kiesett | kiesett  |

## Cselgáncs
| Versenyző        | Versenyszám | Csoport | 32-es főtábla                       | Nyolcaddöntő                               | Negyeddöntő       | Elődöntő          | Vigaszág negyeddöntő     | Vigaszág elődöntő | Bronz- mérkőzés   | Döntő             | Helyezés |
| Versenyző        | Versenyszám | Csoport | Ellenfél Eredmény                   | Ellenfél Eredmény                          | Ellenfél Eredmény | Ellenfél Eredmény | Ellenfél Eredmény        | Ellenfél Eredmény | Ellenfél Eredmény | Ellenfél Eredmény | Helyezés |
| ---------------- | ----------- | ------- | ----------------------------------- | ------------------------------------------ | ----------------- | ----------------- | ------------------------ | ----------------- | ----------------- | ----------------- | -------- |
| Pakit Santhisiri | Könnyűsúly  | A       | Larseric Flygh (SWE) · visszalépett | Csang Ungjong (Jang Eung-gyeong) (KOR) · V |                   |                   | Erich Pointner (AUT) · V | kiesett           | kiesett           |                   | 9.       |

## Íjászat
| Versenyző             | Versenyszám  | 1. forduló | 1. forduló | 2. forduló | 2. forduló | Összesítés | Összesítés |
| Versenyző             | Versenyszám  | Pont       | Hely.      | Pont       | Hely.      | Pont       | Helyezés   |
| --------------------- | ------------ | ---------- | ---------- | ---------- | ---------- | ---------- | ---------- |
| Vallop Potaya         | Férfi egyéni | 1023       | 35.        | 1037       | 35.        | 2060       | 35.        |
| Wijit Suksompong      | Férfi egyéni | 1007       | 36.        | 1025       | 36.        | 2032       | 36.        |
| Amornrat Kaewphaitoon | Női egyéni   | 1110       | 21.        | 1172       | 14.        | 2282       | 18.        |

## Kerékpározás

### Országúti kerékpározás
Férfi
| Versenyző                                                                     | Versenyszám     | Idő              | Helyezés      |
| ----------------------------------------------------------------------------- | --------------- | ---------------- | ------------- |
| Panya Singprayool-Dinmuong                                                    | Mezőnyverseny   | nem ért célba    | nem ért célba |
| Chartchai Juntrat                                                             | Mezőnyverseny   | nem ért célba    | nem ért célba |
| Prajin Rungrote                                                               | Mezőnyverseny   | nem ért célba    | nem ért célba |
| Arlee Wararong                                                                | Mezőnyverseny   | nem ért célba    | nem ért célba |
| Panya Singprayool-Dinmuong Chartchai Juntrat Sucheep Likittay Prajin Rungrote | Csapat időfutam | 2:35:03 (+26:10) | 25.           |

### Pálya-kerékpározás
Sprintverseny
| Versenyző     | Versenyszám  | 1. forduló                   | 1. forduló | Vigaszág                    | Vigaszág | Nyolcaddöntő           | Nyolcaddöntő | Vigaszág selejtező     | Vigaszág selejtező | Vigaszág döntő       | Vigaszág döntő | Negyeddöntő          | 5–8. helyért           | 5–8. helyért | Elődöntő             | Döntő                | Helyezés    |
| Versenyző     | Versenyszám  | Ellenfél Győztes idő         | Hely.      | Ellenfél Győztes idő        | Hely.    | Ellenfelek Győztes idő | Hely.        | Ellenfelek Győztes idő | Hely.              | Ellenfél Győztes idő | Hely.          | Ellenfél Győztes idő | Ellenfelek Győztes idő | Hely.        | Ellenfél Győztes idő | Ellenfél Győztes idő | Helyezés    |
| ------------- | ------------ | ---------------------------- | ---------- | --------------------------- | -------- | ---------------------- | ------------ | ---------------------- | ------------------ | -------------------- | -------------- | -------------------- | ---------------------- | ------------ | -------------------- | -------------------- | ----------- |
| Taworn Tarwan | Férfi egyéni | Daniel Morelon (FRA) · 11,46 | 2.         | Stanley Smith (BAR) · 12,34 | 2.       | kiesett                | kiesett      | kiesett                | kiesett            | kiesett              | kiesett        | kiesett              | kiesett                | kiesett      | kiesett              | kiesett              | helyezetlen |

Időfutam
| Versenyző     | Versenyszám  | Idő      | Helyezés |
| ------------- | ------------ | -------- | -------- |
| Taworn Tarwan | Férfi egyéni | 1:15,136 | 27.      |

## Műugrás
Férfi
| Versenyző        | Versenyszám    | Selejtező | Selejtező | Döntő   | Döntő    |
| Versenyző        | Versenyszám    | Pont      | Helyezés  | Pont    | Helyezés |
| ---------------- | -------------- | --------- | --------- | ------- | -------- |
| Sangwan Foengdee | Egyéni műugrás | 317,61    | 26.       | kiesett | kiesett  |

## Ökölvívás
| Versenyző            | Versenyszám  | Selejtező                                     | 32-es főtábla                             | Nyolcaddöntő                     | Negyeddöntő                           | Elődöntő                              | Döntő             | Helyezés |
| Versenyző            | Versenyszám  | Ellenfél Eredmény                             | Ellenfél Eredmény                         | Ellenfél Eredmény                | Ellenfél Eredmény                     | Ellenfél Eredmény                     | Ellenfél Eredmény | Helyezés |
| -------------------- | ------------ | --------------------------------------------- | ----------------------------------------- | -------------------------------- | ------------------------------------- | ------------------------------------- | ----------------- | -------- |
| Payao Poontarat      | Papírsúly    |                                               | Remus Cosma (ROU) · 4-1                   | Olekszandr Tkacsenko (URS) · 3-2 | Gedó György (HUN) · 4-1               | Ri Bjonguk (Ri Byeong-uk) (PRK) · RSC | kiesett           |          |
| Somchai Putapibarn   | Légsúly      | Kim Dzsongcshol (Kim Jeong-Cheol) (KOR) · 0-5 | kiesett                                   | kiesett                          | kiesett                               | kiesett                               | kiesett           | 24.      |
| Veerachat Saturngrum | Harmatsúly   | erőnyerő                                      | Kemal Solunur (TUR) · 5-0                 | Chris Ius (CAN) · 5-0            | Ku Jongdzso (Gu Yeong-jo) (PRK) · 0-5 | kiesett                               | kiesett           | 5.       |
| Pinit Boonjoung      | Pehelysúly   | erőnyerő                                      | Cshö Cshungil (Choi Chung-Il) (KOR) · RSC | kiesett                          | kiesett                               | kiesett                               | kiesett           | 17.      |
| Narong Boonfuang     | Kisváltósúly | José Manuel Gómet (ESP) · KO                  | Christian Sittler (AUT) · KO              | kiesett                          | kiesett                               | kiesett                               | kiesett           | 17.      |

## Sportlövészet
Nyílt
| Versenyző            | Versenyszám           | Pont | Helyezés |
| -------------------- | --------------------- | ---- | -------- |
| Solos Nalampoon      | Gyorstüzelő pisztoly  | 578  | 35.      |
| Somboon Pattra       | Gyorstüzelő pisztoly  | 563  | 41.      |
| Sutham Aswanit       | Szabadpisztoly        | 529  | 41.      |
| Veera Uppapong       | Szabadpisztoly        | 507  | 45.      |
| Wongsak Malaipun     | Sportpuska, fekvő     | 586  | 41.      |
| Suthorn Parmkerd     | Sportpuska, fekvő     | 574  | 73.      |
| Somporn On-Chim      | Sportpuska, összetett | 1110 | 48.      |
| Padet Vejsawarn      | Sportpuska, összetett | 1106 | 51.      |
| Pavitr Kachasanee    | Trap                  | 160  | 34.      |
| Dumrong Pachonyut    | Trap                  | 153  | 39.      |
| Pichit Burapavong    | Skeet                 | 179  | 54.      |
| Somchai Chanthavanij | Skeet                 | 181  | 50.      |

## Súlyemelés
| Versenyző         | Versenyszám | Szakítás | Szakítás | Lökés    | Lökés    | Összesen | Helyezés |
| Versenyző         | Versenyszám | Eredmény | Helyezés | Eredmény | Helyezés | Összesen | Helyezés |
| ----------------- | ----------- | -------- | -------- | -------- | -------- | -------- | -------- |
| Preecha Chiocharn | 52 kg       | 90,0     | 13.      | 120,0    | 11.      | 210,0    | 11.      |

## Úszás
Női
| Versenyző            | Versenyszám    | Előfutam | Előfutam | Előfutam | Elődöntő | Elődöntő | Elődöntő | Döntő   | Döntő    |
| Versenyző            | Versenyszám    | Idő      | Hely.    | Össz.    | Idő      | Hely.    | Össz.    | Idő     | Helyezés |
| -------------------- | -------------- | -------- | -------- | -------- | -------- | -------- | -------- | ------- | -------- |
| Ratchaneewan Bulakul | 100 m gyors    | 1:01,33  | 5.       | 33.      | kiesett  |          |          |         |          |
| Ratchaneewan Bulakul | 200 m gyors    | 2:12,92  | 5.       | 29.      |          |          |          | kiesett | kiesett  |
| Ratchaneewan Bulakul | 400 m gyors    | 4:32,98  | 5.       | 22.      |          |          |          | kiesett | kiesett  |
| Sansanee Changkasiri | 100 m hát      | 1:19,15  | 7.       | 34.      | kiesett  | kiesett  | kiesett  | kiesett | kiesett  |
| Sansanee Changkasiri | 200 m hát      | 2:48,56  | 8.       | 31.      |          |          |          | kiesett | kiesett  |
| Sansanee Changkasiri | 100 m pillangó | 1:10,97  | 6.       | 39.      | kiesett  | kiesett  | kiesett  | kiesett | kiesett  |

## Vitorlázás
Nyílt
| Versenyző                              | Versenyszám    | Futam | Futam | Futam | Futam | Futam | Futam  | Futam | Pontszám | Helyezés |
| Versenyző                              | Versenyszám    | 1     | 2     | 3     | 4     | 5     | 6      | 7     | Pontszám | Helyezés |
| -------------------------------------- | -------------- | ----- | ----- | ----- | ----- | ----- | ------ | ----- | -------- | -------- |
| Damrong Sirisakorn Santi Thamasucharit | 470-es osztály | 31,0  | 27,0  | 26,0  | 29,0  | 18,0  | (32,0) | 32,0  | 163,0    | 24.      |

## Vívás
Férfi
| Versenyző                                                                                                  | Versenyszám       | Selejtező | Selejtező | Selejtező | Selejtező | Selejtező         | Selejtező | Főtábla           | Főtábla           | Vigaszág          | Vigaszág          | Vigaszág          | Döntő             | Döntő   | Helyezés |
| Versenyző                                                                                                  | Versenyszám       | 1. kör | 1. kör    | 2. kör | 2. kör    | 3. kör            | 3. kör    | 1. kör            | 2. kör            | 1. kör            | 2. kör            | 3. kör            | Döntő             | Döntő   | Helyezés |
| Versenyző                                                                                                  | Versenyszám       | Ellenfél Eredmény | Hely.     | Ellenfél Eredmény | Hely.     | Ellenfél Eredmény | Hely.     | Ellenfél Eredmény | Ellenfél Eredmény | Ellenfél Eredmény | Ellenfél Eredmény | Ellenfél Eredmény | Ellenfél Eredmény | Hely.   | Helyezés |
| --- | ----------------- | --- | --------- | --- | --------- | ----------------- | --------- | ----------------- | ----------------- | ----------------- | ----------------- | ----------------- | ----------------- | ------- | -------- |
| Sneh Chousurin                                                                                             | Párbajtőr, egyéni | H. csoport · Edward Bourne (GBR) · 2-5 · Sarkis Assatourian (IRI) · 4-5 · Nils Koppang (NOR) · 1-5 · George Masin (USA) · 5-3 · Marcello Bertinetti (ITA) · 5-2  | 4.        | kiesett | kiesett   | kiesett           | kiesett   | kiesett           | kiesett           | kiesett           | kiesett           | kiesett           | kiesett           | kiesett | 46.      |
| Taweewat Horrapun                                                                                          | Párbajtőr, egyéni | K. csoport · Kulcsár Győző (HUN) · 2-5 · Philippe Boisse (FRA) · 3-5 · Brooke Makler (USA) · 1-5 · Peter Zobl-Wessely (AUT) · 5-4 · Denis Cunningham (HKG) · 5-0 | 5.        | kiesett | kiesett   | kiesett           | kiesett   | kiesett           | kiesett           | kiesett           | kiesett           | kiesett           | kiesett           | kiesett | 45.      |
| Sutipong Santitavakul                                                                                      | Párbajtőr, egyéni | J. csoport · Zbigniew Matwiejew (POL) · 0-5 · Karl-Heinz Müller (AUT) · 3-5 · Ole Mørch (NOR) · 4-5 · Roger Menghi (LUX) · 3-5                                   | 5.        | kiesett | kiesett   | kiesett           | kiesett   | kiesett           | kiesett           | kiesett           | kiesett           | kiesett           | kiesett           | kiesett | 56.      |
| Taweewat Horrapun                                                                                          | Kard, egyéni      | I. csoport · Dan Irimiciuc (ROU) · 2-5 · Philippe Bena (FRA) · 0-5 · Tycho Weißgerber (FRG) · 3-5 · Trajan Dimitrov (BUL) · 5-3 · César Bejarano (PAR) · 4-5     | 4.        | A. csoport · Francisco de la Torre (CUB) · 3-5 · Ioan Pop (ROU) · 2-5 · Anani Mihajlov (BUL) · 1-5 · Paul Apostol (USA) · 1-5 · Richard Cohen (GBR) · 1-5 | 6.        | kiesett           | kiesett   | kiesett           | kiesett           | kiesett           | kiesett           | kiesett           | kiesett           | kiesett | 33.      |
| Sutipong Santitavakul                                                                                      | Kard, egyéni      | H. csoport · Mario Aldo Montano (ITA) · 0-5 · Richard Cohen (GBR) · 2-5 · Francisco de la Torre (CUB) · 1-5 · Miroszlav Dudekov (BUL) · 1-5                      | 5.        | kiesett | kiesett   | kiesett           | kiesett   | kiesett           | kiesett           | kiesett           | kiesett           | kiesett           | kiesett           | kiesett | 44.      |
| Royengyot Srivorapongpant                                                                                  | Kard, egyéni      | G. csoport · Viktor Szigyak (URS) · 0-5 · Angelo Arcidiacono (ITA) · 1-5 · Patrick Quivrin (FRA) · 1-5 · Peter Urban (CAN) · 1-5                                 | 5.        | kiesett | kiesett   | kiesett           | kiesett   | kiesett           | kiesett           | kiesett           | kiesett           | kiesett           | kiesett           | kiesett | 45.      |
| Sneh Chousurin Taweewat Horrapun Sutipong Santitavakul Royengyot Srivorapongpant Samachai Trangjaroenngarm | Párbajtőr, csapat | E. csoport · Szovjetunió (URS) · 5-11 · Románia (ROU) · 2-14 · Egyesült Államok (USA) · 4-9                                                                      | 4.        | kiesett | kiesett   |                   |           | kiesett           | kiesett           |                   |                   |                   | kiesett           | kiesett | 11.      |
| Taweewat Horrapun Sutipong Santitavakul Royengyot Srivorapongpant Samachai Trangjaroenngarm                | Kard, csapat      | C. csoport · Románia (ROU) · 0-16 · Kuba (CUB) · 1-15 | 4.        | |           |                   |           | kiesett           | kiesett           |                   |                   |                   | kiesett           | kiesett | 9.       |